# Véronique Claudel
Véronique Claudel (* 22. November 1966 in Cornimont) ist eine ehemalige französische Biathletin.
Véronique Claudel war gegen Ende der 1980er- und in der ersten Hälfte der 1990er-Jahre eine der erfolgreichsten Biathletinnen der Welt. Ihre erste Biathlon-Weltmeisterschaften lief die Französin in Feistritz an der Drau, erreichte aber mit Staffel und Team jeweils nur den achten Platz. 1990 wurde sie im Einzel von Minsk Neunte. In Lahti verpasste Claudel 1991 mit der Staffel als Viertplatzierte eine erste Medaille. Ihre ersten Olympischen Winterspiele lief sie 1992 in Albertville. Bei den Spielen in ihrer französischen Heimat, bei denen erstmals Biathlonrennen von Frauen im olympischen Programm waren, gewann sie mit Corinne Niogret und Anne Briand die Goldmedaille im Staffelwettbewerb vor der Mannschaft aus Deutschland. Fünf Tage später verpasste sie eine zweite Medaille im Einzel nur um 6,2 Sekunden gegen Myriam Bédard und wurde Vierte. Zwei Jahre später gewann sie bei den Spielen von Lillehammer mit Niogret, Briand und Delphyne Burlet im Staffelrennen die Bronzemedaille. Hinzu kam im selben Jahr die Bronzemedaille im Teamwettbewerb der Biathlon-Weltmeisterschaften 1994 in Canmore. Schon bei den Weltmeisterschaften im Jahr zwischen beiden Olympischen Spielen gewann Claudel mit Niogret, Burlet und Briand hinter der tschechischen Staffel die Silbermedaille.
Auch weiterhin erreichte Claudel ihre internationalen Erfolge vor allem in Staffel- und Teamwettbewerben. Bei den Biathlon-Weltmeisterschaften 1995 in Antholz gewann sie mit Niogret, Briand und Delphyne Heymann hinter der deutschen Staffel Silber, mit Niogret, Briand und Emmanuelle Claret im Teamwettbewerb Bronze. 1997 wurde Claudel mit dem Team in Osrblie noch einmal Fünfte. Im Weltcup belegte Claudel in der Saison 1987/88 den zehnten, 1991 den achten und 1993 erneut den zehnten Rang der Gesamtwertung. Nach der Saison 1997/98 beendete die Französin ihre Karriere.

## Persönliches
Véronique Claudel ist mit Yannick Botet, einem ehemaligen Trainer von Martin Fourcade, verheiratet.
Ihre im Dezember 2000 geborene Tochter Paula Botet ist ebenfalls eine erfolgreiche Biathletin. Im April 2004 gebar sie ihren Sohn Martin.

## Bilanz im Biathlon-Weltcup
Die Tabelle zeigt alle Platzierungen (je nach Austragungsjahr einschließlich Olympische Spiele und Weltmeisterschaften).
- 1.–3. Platz: Anzahl der Podiumsplatzierungen
- Top 10: Anzahl der Platzierungen unter den ersten zehn (einschließlich Podium)
- Punkteränge: Anzahl der Platzierungen innerhalb der Punkteränge (einschließlich Podium und Top 10)
- Starts: Anzahl gelaufener Rennen in der jeweiligen Disziplin

| Platzierung                 | Einzel | Sprint | Verfolgung | Massenstart | Team | Staffel | Gesamt |
| --------------------------- | ------ | ------ | ---------- | ----------- | ---- | ------- | ------ |
| 1. Platz                    |        |        |            |             |      | 1       | 1      |
| 2. Platz                    |        |        |            |             |      | 2       | 2      |
| 3. Platz                    |        |        |            |             | 2    | 2       | 4      |
| Top 10                      |        |        |            |             | 4    | 7       | 11     |
| Punkteränge                 | 29     | 25     | 1          |             | 4    | 7       | 66     |
| Starts                      | 42     | 41     | 2          |             | 4    | 7       | 96     |
| Stand: Daten nicht komplett |        |        |            |             |      |         |        |